# MeWe
MeWe è un social network statunitense di proprietà di Sgrouples, una società con sede a Culver City, California.
L'interfaccia del sito è stata descritta come simile a quella di Facebook, sebbene la società descriva MeWe come "anti-Facebook" a causa della sua attenzione alla privacy dei dati.

## Piattaforma
Il sito e l'applicazione MeWe hanno caratteristiche comuni alla maggior parte dei servizi di rete sociale: gli utenti possono pubblicare testi e immagini in una sequenza, reagire ai post altrui utilizzando emoji, pubblicare GIF animate, creare gruppi specializzati, pubblicare contenuti che scompaiono e chattare.
Si può chattare online tra due o più persone o tra i membri di un gruppo.  Nelle chat si possono inserire oltre ai testi anche videochiamate e chiamate vocali. Le chat "segrete" sono limitate agli iscritti paganti e usano un particolare algoritmo crittografico per garantire che le conversazioni siano private e non visibili nemmeno ai dipendenti MeWe. 
MeWe ha indicato che nel giugno 2018 il sito aveva 90.000 gruppi attivi dei quali 60.000 erano "pubblici" e aperti a tutti gli utenti. Nel giugno 2020 MeWe ha dichiarato di aver raggiunto 8 milioni di iscritti, in rapida crescita.

## Proprietà
Nel 1998, l'imprenditore Mark Weinstein creò il sito SuperGroups.com, che durò fino al 2001. Nel 2011 fondò l'azienda Sgrouples Inc., di cui è CEO. MeWe è stato creato come azienda sussidiaria di Sgrouples, con sede a Culver City in California. Nei sei anni seguenti, Sgrouples raccolse circa 10 milioni di dollari da vari investitori tra cui Lynda Weinman, Rachel Roy, Jack Canfield e Marci Shimoff.
MeWe sottolinea il suo impegno di proteggere la privacy e restare senza pubblicità. MeWe ha dichiarato che non userà mai i cookie o spyware per generare informazioni sugli utenti o tracciarli né venderà dati degli utenti a terzi.
Poiché il modello di business non si basa sulle entrate pubblicitarie, MeWe ricava entrate dalle quote di iscrizione (escluso il livello base, gratuito) e dalla vendita di emoji personalizzate. In particolare, a dicembre 2019, ha annunciato l'introduzione di un livello "premium" e di due livelli speciali per aziende, comprensivi di funzionalità di videoconferenza e integrazioni con Microsoft Office 365.